# Abdülkerim Bardakcı
Abdülkerim Bardakcı (Meram, 7 settembre 1994) è un calciatore turco, difensore del Galatasaray e della nazionale turca.

## Carriera

### Nazionale
Il 16 giugno 2023 esordisce con la Turchia, andando pure a segno nel successo per 2-3 contro la Lettonia.

## Palmarès

### Club

#### Competizioni nazionali
- TFF 1. Lig: 1

Denizlispor: 2018-2019
- Campionato turco: 3

Galatasaray: 2022-2023, 2023-2024, 2024-2025
- Supercoppa di Turchia: 1

Galatasaray: 2023
- Coppa di Turchia: 1

Galatasaray: 2024-2025